# Ulrike Richter
Ulrike Richter (Görlitz, 17 de junho de 1959) é uma ex-nadadora alemã, ganhadora de três medalhas de ouro em Jogos Olímpicos.
Ela foi recordista mundial dos 100 metros costas entre 1973 e 1980 (perdendo o recorde, provisoriamente, em 1974 e em 1976), e dos 200 metros costas entre julho de 1974 e abril de 1975. Também foi recordista mundial dos 4x100m medley entre 1973 e 1980 pela Alemanha Oriental.

## Doping
Funcionários da equipe da Alemanha Oriental, anos mais tarde, confessaram que haviam administrado drogas de melhoria de desempenho para Richter durante sua carreira, assim como outros atletas do país.